# Pinsà ala-roig de l'Atles
El pinsà ala-roig de l'Atles (Rhodopechys alienus) és una espècie d'ocell de la família dels fringíl·lids (Fringillidae) que habita zones rocoses a la serralada de l'Atles, al Marroc i probablement al nord-est d'Argèlia.
Fins fa unes dècades havia estat considerat una subespècie del pinsà ala-roig asiàtic.